# Stockhorn (Zermatt)
Das Zermatter Stockhorn ist ein Berg mit einer Höhe von 3532 m ü. M. im Schweizer Kanton Wallis zwischen dem Triftjigletscher im Norden, der bis zum Gipfel hinaufreicht, und dem Gornergletscher im Süden. Das Stockhorn ist der östliche Endpunkt das Grates, der von Zermatt über Riffelhorn und den Gornergrat heraufzieht. Nach Osten trennt der Stockhornpass (3387 m) das Stockhorn vom Weissgrat.
Etwa 1200 Meter westlich des Gipfels liegt die Bergstation Stockhorn der Zermatter Bergbahnen, die mit 3405 m den höchsten Punkt des Skigebiets Gornergrat bildet.
Erreichbar war die Station Stockhorn von Zermatt aus mit der Gornergratbahn und zwei Seilbahnsektionen via Hohtälli.
Die Seilbahn von Hohtälli auf das Stockhorn wurde im April 2007 nach über 50 Jahren geschlossen, da die Betriebserlaubnis erloschen ist. Die Anlagen wurden im Sommer 2008 abgebaut. Ein von Triftji kommender Schlepplift diente als Ersatz für die Seilbahn. Er wurde im Winter 2007/2008 in Betrieb genommen und im Laufe der Jahre mehrfach durch Lawinen beschädigt. Seit 2017 ist er ausser Betrieb.
Im Sommer 2000 wurde oberhalb der Stockhornbahnstation auf 3420 m ü. d. M. eine 100 Meter tiefe Felsbohrung durchgeführt. Kontinuierliche Temperaturmessungen im Bohrloch weisen darauf hin, dass Permafrost hier mit einer Mächtigkeit von über 170 m verbreitet ist.

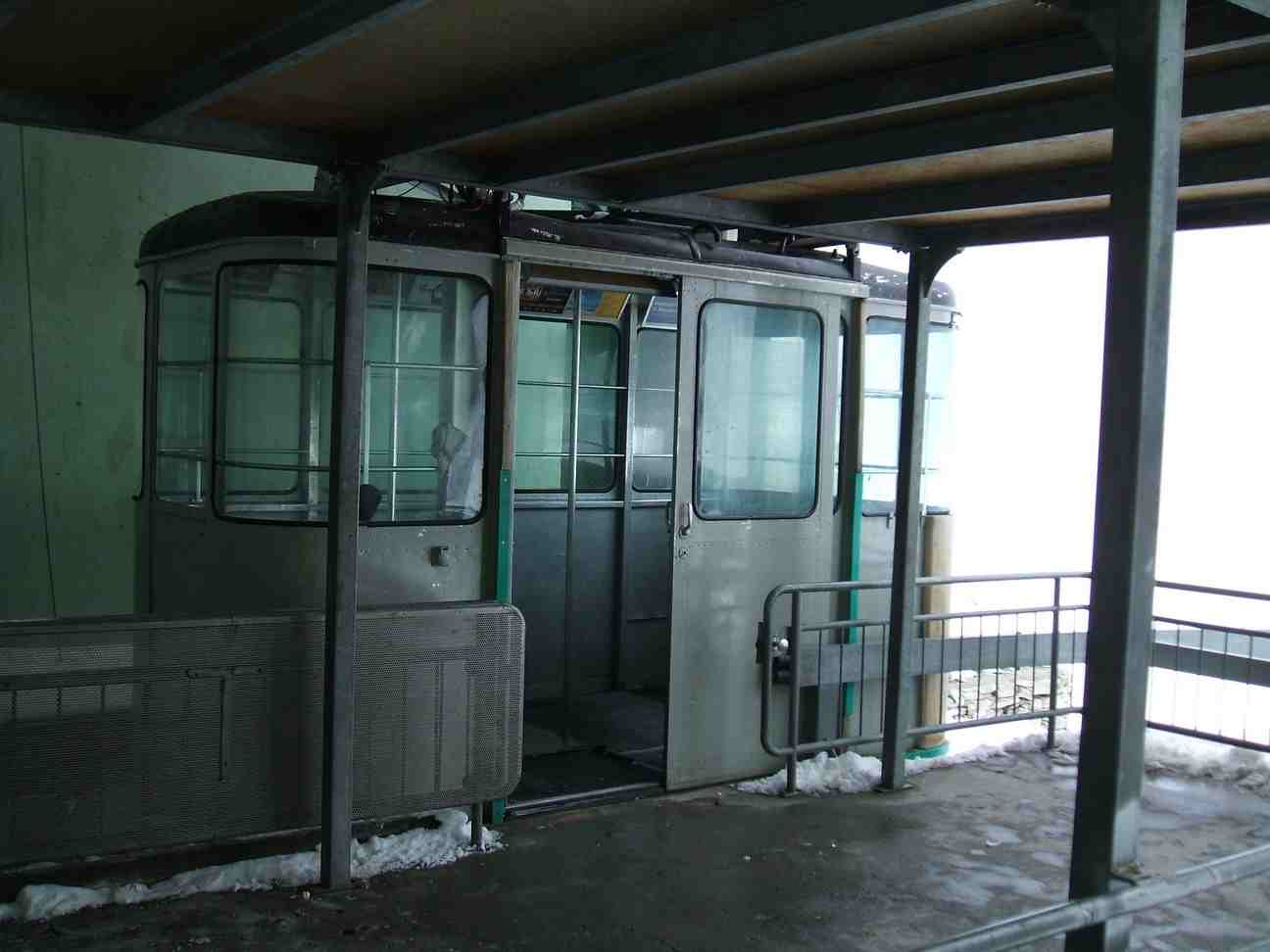
Stockhorn Gondel (nicht mehr in Betrieb) in der Bergstation Hohtälli
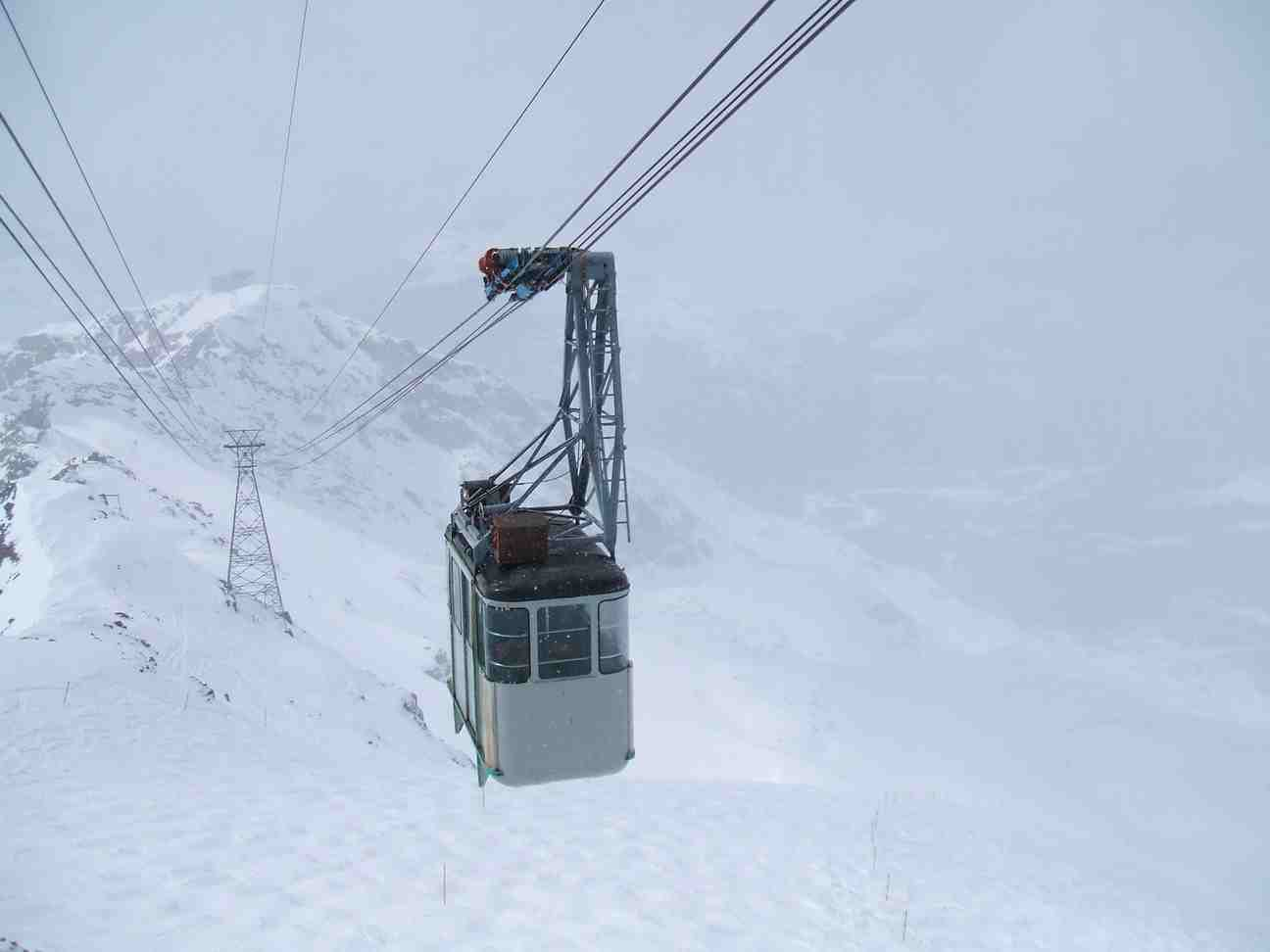
Stockhorn Gondel (nicht mehr in Betrieb) während der Fahrt
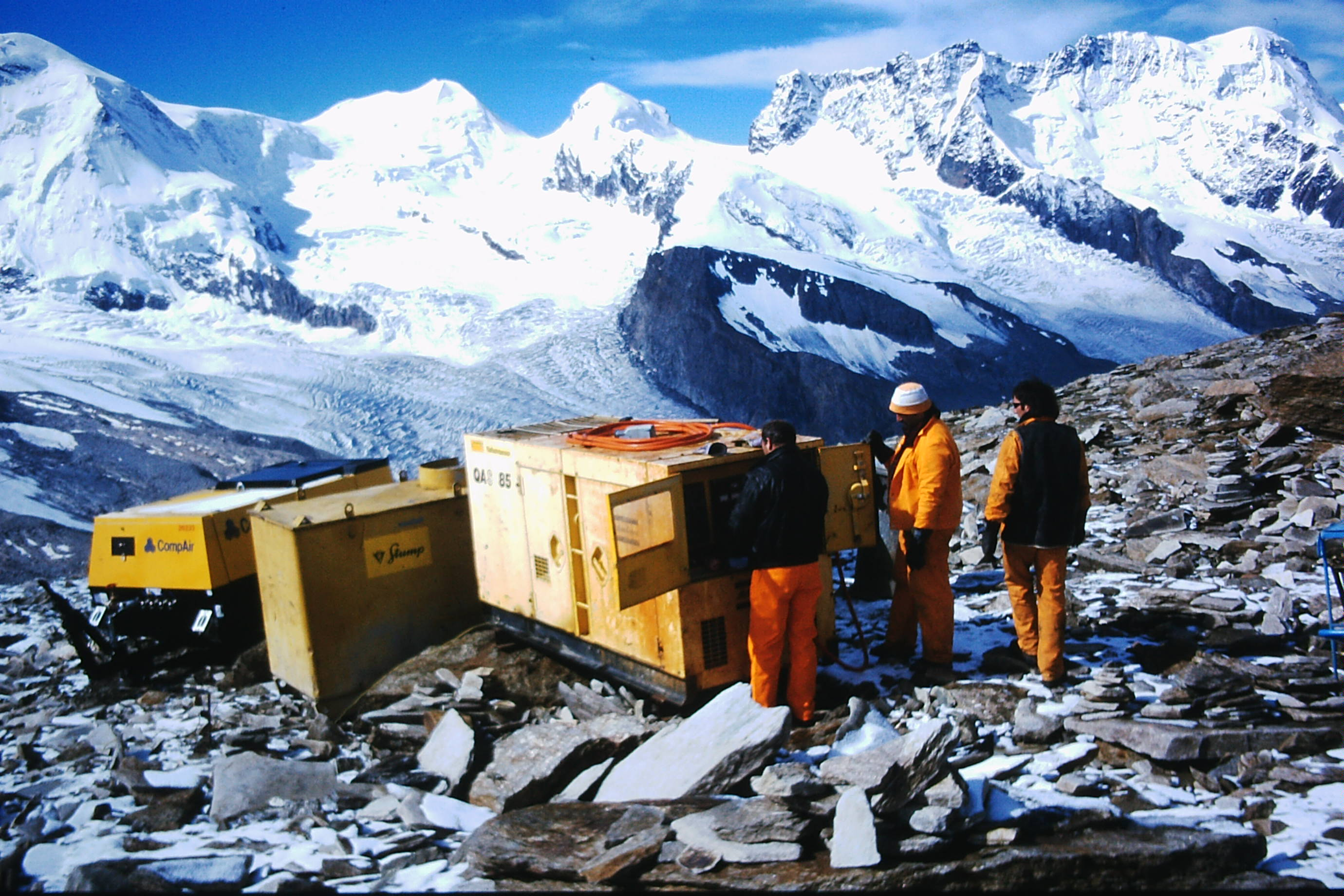
Ein 100 Meter tiefes Bohrloch am Stockhorn belegte das weit verbreitete Vorkommen von Permafrost